# Премія міста літератури ЮНЕСКО
Премія Львова - міста літератури ЮНЕСКО - щорічна всеукраїнська літературна нагорода, якою нагороджують автора чи перекладача за оригінальний або перекладний художній твір українською мовою. Літературну премію присуджує місто Львів.

## Історія
Премія міста літератури ЮНЕСКО започаткована 2018 року за сприянням Львівської міської ради. Переможець отримує статуетку й грошову винагороду.

## Лауреати

### 2018
- Петро Яценко — перший лауреат премії за кінороман про Івана Нечуя-Левицького «Нечуй. Немов. Небач». Видавництво «Піраміда».

Спеціальна відзнака журі:
- Ярослава Стріха за переклад роману Кейт Аткінсон «Руїни бога». Видавництво «Наш Формат».
- Ольга Любарська за переклад роману Сильвії Плат «Під скляним ковпаком». Видавництво Старого Лева.

### 2019
- Андрій Содомора — за переклад творів Гесіода «Походження богів. Роботи і дні. Щит Геракла». Видавництво «Апріорі».

Спеціальна відзнака журі (додаткова відзнака та грошова винагорода в розмірі 50 тис. грн):
- Катерина Калитко — за поетичну збірку «Бунар». Видавництво Старого Лева.
- Анна Вовченко — за переклад роману Джеффрі Євгенідіса «Середня стать». Видавництво Старого Лева.

### 2020
- Основна премія — 150 тис. гривень — Оксана Луцишина «Іван і Феба». Видавництво Старого Лева.

Дві додаткові відзнаки по 25 тис. грн.:
- Остап Сливинський — за переклад роману Ольги Токарчук «Книги Якова». К., Темпора, 2019 р.
- Олена О'Лір — за переклад роману Джозефа Конрада «Ностромо: Приморське сказання»[3]. Львів. Астролябія.

### 2021
- Сергій Осока (основна премія 150 тис. гривень) - за книгу «Три лини для Марії». Видавництво Старого Лева.
- Ірина Шувалова (спецвідзнака 50 тис. гривень) - за книгу «Каміньсадліс». Видавництво Старого Лева.[4]